# El Salvador op de Olympische Zomerspelen 2024
El Salvador nam deel aan de Olympische Zomerspelen 2024 in Parijs.

## Aantal Deelnemers
Hieronder volgt een overzicht van de atleten die zich kwalificeerden voor de Olympische Zomerspelen van 2024.
| Sport        | Mannen | Vrouwen | Totaal |
| ------------ | ------ | ------- | ------ |
| Badminton    | 1      | 0       | 1      |
| Boogschieten | 1      | 0       | 1      |
| Judo         | 1      | 0       | 1      |
| Schietsport  | 1      | 0       | 1      |
| Surfen       | 1      | 0       | 1      |
| Zeilen       | 1      | 0       | 1      |
| Zwemmen      | 1      | 1       | 2      |
| Totaal       | 7      | 1       | 8      |

## Deelnemers en resultaten

### Badminton
Voor het eerst in de geschiedenis heeft El Salvador één badmintonspeler kunnen plaatsen voor het Olympische toernooi op basis van de BWF Race to Paris Rankings.
Mannen
| atleet        | onderdeel | groepsfase           | groepsfase             | groepsfase           | groepsfase | eliminatie           | kwartfinale          | halve finale         | finale / BM          | finale / BM    |
| atleet        | onderdeel | tegenstander uitslag | tegenstander uitslag   | tegenstander uitslag | rang       | tegenstander uitslag | tegenstander uitslag | tegenstander uitslag | tegenstander uitslag | rang           |
| ------------- | --------- | -------------------- | ---------------------- | -------------------- | ---------- | -------------------- | -------------------- | -------------------- | -------------------- | -------------- |
| Uriel Canjura | enkelspel | Louda V 12-21, 10-21 | Loh K Y V 13-21, 16-21 | n.v.t.               | 3          | niet geplaatst       | niet geplaatst       | niet geplaatst       | niet geplaatst       | niet geplaatst |

### Boogschieten
Mannen
| atleet      | onderdeel   | plaatsingsronde | plaatsingsronde | eerste ronde         | tweede ronde         | derde ronde          | kwartfinale          | halve finale         | finale / BM          | finale / BM    |
| atleet      | onderdeel   | score           | rang            | tegenstander uitslag | tegenstander uitslag | tegenstander uitslag | tegenstander uitslag | tegenstander uitslag | tegenstander uitslag | rang           |
| ----------- | ----------- | --------------- | --------------- | -------------------- | -------------------- | -------------------- | -------------------- | -------------------- | -------------------- | -------------- |
| Oscar Ticas | individueel | 643             | 53              | Wang Y V 0 - 6       | niet geplaatst       | niet geplaatst       | niet geplaatst       | niet geplaatst       | niet geplaatst       | niet geplaatst |

### Judo
Mannen
| atleet       | onderdeel | eerste ronde          | tweede ronde         | kwartfinale          | halve finale         | herkansing           | finale / BM          | finale / BM    |
| atleet       | onderdeel | tegenstander uitslag  | tegenstander uitslag | tegenstander uitslag | tegenstander uitslag | tegenstander uitslag | tegenstander uitslag | rang           |
| ------------ | --------- | --------------------- | -------------------- | -------------------- | -------------------- | -------------------- | -------------------- | -------------- |
| Jairo Moreno | −60 kg    | Verstraeten V 00 - 01 | niet geplaatst       | niet geplaatst       | niet geplaatst       | niet geplaatst       | niet geplaatst       | niet geplaatst |

### Schietsport
Mannen
| atleet           | onderdeel              | kwalificaties | kwalificaties | finale         | finale         |
| atleet           | onderdeel              | punten        | rang          | punten         | rang           |
| ---------------- | ---------------------- | ------------- | ------------- | -------------- | -------------- |
| Israel Gutierrez | 10m luchtgeweer        | 621,1         | 46            | niet geplaatst | niet geplaatst |
| Israel Gutierrez | 50m geweer 3 houdingen | 576-20x       | 40            | niet geplaatst | niet geplaatst |

### Surfen
Mannen
| Atleet      | Onderdeel | Ronde 1 | Ronde 1 | Ronde 2                  | Ronde 3              | Kwartfinale          | Halve finale         | Finale / BM          | Finale / BM    |
| Atleet      | Onderdeel | Score   | Rang    | Tegenstander Uitslag     | Tegenstander Uitslag | Tegenstander Uitslag | Tegenstander Uitslag | Tegenstander Uitslag | Rang           |
| ----------- | --------- | ------- | ------- | ------------------------ | -------------------- | -------------------- | -------------------- | -------------------- | -------------- |
| Bryan Pérez | mannen    | 7,53    | 3 R2    | Boukhiam V 12,60 - 14,60 | niet geplaatst       | niet geplaatst       | niet geplaatst       | niet geplaatst       | niet geplaatst |

### Zeilen
Mannen
| atleet           | onderdeel | race | race | race | race | race | race | race | race | race        | race        | race   | race   | race           | netto punten | eindnotering |
| atleet           | onderdeel | 1    | 2    | 3    | 4    | 5    | 6    | 7    | 8    | 9           | 10          | 11     | 12     | M              | netto punten | eindnotering |
| ---------------- | --------- | ---- | ---- | ---- | ---- | ---- | ---- | ---- | ---- | ----------- | ----------- | ------ | ------ | -------------- | ------------ | ------------ |
| Enrique Arathoon | ILCA 7    | 4    | 33   | 16   | 34   | 16   | 15   | 19   | 17   | geannuleerd | geannuleerd | n.v.t. | n.v.t. | niet geplaatst | 120          | 20           |

### Zwemmen
Mannen
| atleet          | onderdeel        | series | series | halve finale   | halve finale   | finale         | finale         |
| atleet          | onderdeel        | tijd   | rang   | tijd           | rang           | tijd           | rang           |
| --------------- | ---------------- | ------ | ------ | -------------- | -------------- | -------------- | -------------- |
| Nixon Hernández | 100 m vrije slag | 52,73  | 65     | niet geplaatst | niet geplaatst | niet geplaatst | niet geplaatst |

Vrouwen
| atleet         | onderdeel     | series  | series | halve finale   | halve finale   | finale         | finale         |
| atleet         | onderdeel     | tijd    | rang   | tijd           | rang           | tijd           | rang           |
| -------------- | ------------- | ------- | ------ | -------------- | -------------- | -------------- | -------------- |
| Celina Márquez | 100 m rugslag | 1.04,55 | 32     | niet geplaatst | niet geplaatst | niet geplaatst | niet geplaatst |